# جان فلود (بازیکن فوتبال، زاده ۱۹۳۲)
جان فلود (انگلیسی: John Flood؛ زادهٔ ۲۱ اکتبر ۱۹۳۲) بازیکن فوتبال اهل بریتانیا است.
از باشگاه‌هایی که در آن بازی کرده‌است می‌توان به باشگاه فوتبال آکسفورد یونایتد، باشگاه فوتبال کاوز اسپورتز، باشگاه فوتبال ساوت‌همپتون، و باشگاه فوتبال ای‌اف‌سی بورنموث اشاره کرد.